# Iglesia de Nuestra Señora del Carmen (Bilbao)
La iglesia de Nuestra Señora del Carmen (en euskera: Karmengo Gure Amaren eliza) es un templo católico situado en la calle Simón Bolívar 4, junto a la plaza de Indautxu, en el barrio de Indautxu de Bilbao (Vizcaya).

## Historia y descripción
El origen del templo se encuentra en una donación de terrenos efectuada por los hermanos Allende-Plágaro en 1907 a la diócesis de Vitoria —la de Bilbao no se creó hasta 1950—, con la intención de erigir una capilla o un templo anexo a la parroquia de San Francisco de Asís, en Indautxu. Se construyó entonces una capilla episcopal, dedicada a la Virgen del Carmen, que fue inaugurada en 1911 por el obispo de Vitoria, José Cadena Eleta. Este primer templo fue obra del arquitecto Leonardo Rucabado, y presentaba una sola nave con galerías cubiertas y bóveda de crucería, en un estilo historicista combinación del gótico y el románico. En 1934 la capilla fue convertida en Parroquia de Nuestra Señora del Carmen de Indautxu, con un territorio desgajado de las parroquias de san Francisco de Asís y san Vicente Mártir de Abando. La nueva parroquia atendía entonces a 12 000 feligreses, y contaba con siete sacerdotes, entre el párroco titular, cuatro coadjutores, un cura organista y un cura sacristán. Poco más adelante, gracias a la cesión de un terreno aledaño por parte del Ayuntamiento de Bilbao, se construyó un despacho parroquial, una sacristía y dos viviendas, para el cura sacristán y el sacristán seglar.
A mediados de siglo fue creciendo la feligresía, llegando en 1956 a los 35 000. Sin embargo, tras la reforma territorial efectuada por el obispo de Bilbao, Casimiro Morcillo, la Parroquia del Carmen quedó reducida a 15 000 feligreses. Aun así, el templo quedaba pequeño para el desarrollo de las diversas actividades pastorales de la parroquia, por lo que surgió la iniciativa de construir un nuevo templo. El 3 de junio de 1967 se colocó la primera piedra, en una ceremonia presidida por el obispo Pablo Gúrpide Beope. El nuevo templo, de estilo contemporáneo, fue obra del arquitecto bilbaíno Francisco Javier Ortega Uribe-Echebarría, y fue inaugurado el 16 de noviembre de 1968. Con posterioridad, el territorio de la parroquia fue disminuido nuevamente, debido a la creación de la nueva parroquia de Cristo Rey, junto a la cesión de diversos terrenos a las parroquias del Pilar, Corpus Christi y San Fernando.
El actual templo es un edificio de aire moderno, amplio y funcional, formado por dos bloques en forma de L, que cuentan con diversas dependencias parroquiales y la iglesia propiamente dicha, de forma piramidal y rematada por una gran cruz. En su planimetría se vislumbra la influencia de diversos estilos arquitectónicos, como el expresionismo y el brutalismo, y pese a su simplicidad volumétrica su contorno de moderno diseño se torna en estructura de simbolismo urbano.

## Medios de transporte
- Estación de Indautxu del Metro de Bilbao.